# 葛如鈞
葛如鈞（1981年7月28日—），中華民國企業家、政治人物，中國國民黨籍，現任不分區立法委員。
淡江大學資訊傳播學系學士、元智大學數位媒體設計碩士、國立臺灣大學資訊網路與多媒體研究所博士，日本慶應大學媒體設計博士後研究員，2014年自奇點大學夏季課程畢業。曾擔任SLP全球創業家網路臺北分部年度執行長。Linkwish Inc.林克威許公司共同創辦人暨前任執行長，推出包括摩斯漢堡訂餐應用程式「MOS ORDER」等多款熱門APP。Memora Inc穿戴式人工智慧相機公司共同創辦人，著有《放膽射月!全球最聰明大學「奇點」教我的事 》。

## 從政生涯
2023年11月，獲中國國民黨提名列入2024年中華民國立法委員選舉不分區立法委員的安全名單內。

## 選舉紀錄
| 年度 | 選舉屆數             | 選舉區                                 | 所屬政黨   | 得票數    | 得票率 | 當選標記 | 備註 |
| ---- | -------------------- | -------------------------------------- | ---------- | --------- | ------ | -------- | ---- |
| 2024 | 第十一屆立法委員選舉 | 全國不分區及僑居國外國民立法委員選舉區 | 中國國民黨 | 4,764,576 | 34.58% |          |      |

## 著作
- 《放膽射月!全球最聰明大學「奇點」教我的事 》